# Richard Breutner
Richard Breutner (Johannesburgo, Sudáfrica, 10 de septiembre de 1979) es un deportista alemán que compitió en esgrima, especialista en la modalidad de florete.
Ganó dos medallas de plata en el Campeonato Mundial de Esgrima, en los años 2006 y 2008, y tres medallas en el Campeonato Europeo de Esgrima entre los años 2002 y 2004.
Participó en los Juegos Olímpicos de Sídney 2000, ocupando el sexto lugar en el torneo por equipos y el séptimo en la prueba individual.

## Palmarés internacional
| Campeonato Mundial | Campeonato Mundial     | Campeonato Mundial | Campeonato Mundial  |
| Año                | Lugar                  | Medalla            | Prueba              |
| ------------------ | ---------------------- | ------------------ | ------------------- |
| 2006               | Turín (Italia)         | Medalla de plata   | Florete por equipos |
| 2008               | Pekín (China)          | Medalla de plata   | Florete por equipos |
| Campeonato Europeo |                        |                    |                     |
| Año                | Lugar                  | Medalla            | Prueba              |
| 2002               | Moscú (Rusia)          | Medalla de bronce  | Florete por equipos |
| 2003               | Bourges (Francia)      | Medalla de bronce  | Florete individual  |
| 2004               | Copenhague (Dinamarca) | Medalla de oro     | Florete individual  |